# 三铁交叉

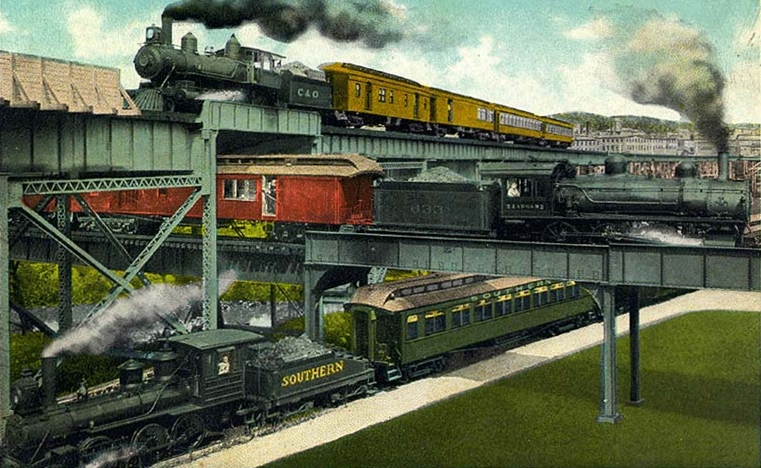
1919年的三铁交叉

三铁交叉（英文：Triple Crossing）位于美国弗吉尼亚州里士满，是北美唯一的同时有3条一级铁路的铁路立体交汇点。 
底层的铁路最初属于“里士满与约克河铁路公司”（Richmond and York River Railroad），美国南北战争后与“里士满与丹维尔铁路公司”（Richmond and Danville Railroad）的铁路相连，后来又属于美国南方铁路公司（英文原名：Southern Railway），现属于诺福克南方铁路。该铁路东边可以通往弗吉尼亚州西点镇（West Point）。
中层的铁路原属“海岸之风铁路公司”（Seaboard Air Line Railroad），今属“CSX运输”。现计划将其改建为“美国东南部高铁走廊”（Southeast High Speed Rail Corridor）的一部分。
顶层的铁路是半岛铁路支线高架桥，半岛铁路支线高架桥所属的半岛铁路支线中有3英里与詹姆斯河平行，由“切萨皮克与俄亥俄铁路”于1901年修建，现属CSX运输。连接原属“里士满与阿利根尼铁路公司”（Richmond and Allegheny Railroad）的铁路和原属“切萨皮克与俄亥俄铁路”的“半岛铁路支线”，以便让铁路直通纽波特纽斯和用于出口煤炭的海港。半岛铁路支线高架桥为因质量不合格而臭名昭著的教堂山隧道提供了一条备用路线。1925年10月2日，教堂山隧道坍塌，一列火车因此被埋，事故导致多人死亡，其中至少1名铁路工人失踪，1辆蒸汽机车和10节平车至今仍未找到，另有几名死者的遗体被找到。
三铁交叉在100多年来一直是里士满知名的铁路旅游景点，即使是20世纪90年代由于防洪堤工程的修建导致摄影角度变差也不例外。